# Братолюбівка (станція)
Братолюбівка — проміжна станція Херсонської дирекції залізничних перевезень.
Розташована біля села Братолюбівка Горностаївського району Херсонської області.
Розташована між станціями Завітна (24 км) та Сірогози (42 км).
На станції зупиняються приміські поїзди (курсують щоденно) та поїзд дальнього сполучення (Запоріжжя-Одеса, курсує в бік Одеси по непарних, в зворотній бік по парних).
У період з квітня по травень 2019 року та 15 квітня 2020 року зупинявся пасажирський поїзд 142Л сполучення Одеса — Маріуполь.

## Історія
Станцію було відкрито 1956 року при будівництві залізниці Федорівка-Каховка, під такою ж назвою.